# Calle Constantino Gaito
La calle Constantino Gaito es una arteria secundaria del sector oeste de la ciudad de Córdoba (Argentina). Cruza principalmente el barrio Los Naranjos. Su nombre se debe al compositor argentino Constantino Gaito
Constantino Gaito nació en Buenos Aires en 1878. Contribuyó a desarrollar la escuela nacional folklórica de su país y su música, a veces de procedencia indígena, sufrió el influjo del verismo italiano y del impresionismo francés. Estudió en el Conservatorio San Pietro a Majella, de Nápoles, regresando a la Argentina en 1900, creando un conservatorio en Buenos Aires, donde ejerció la enseñanza. Murió en el año 1945.